# Мілан Рочен

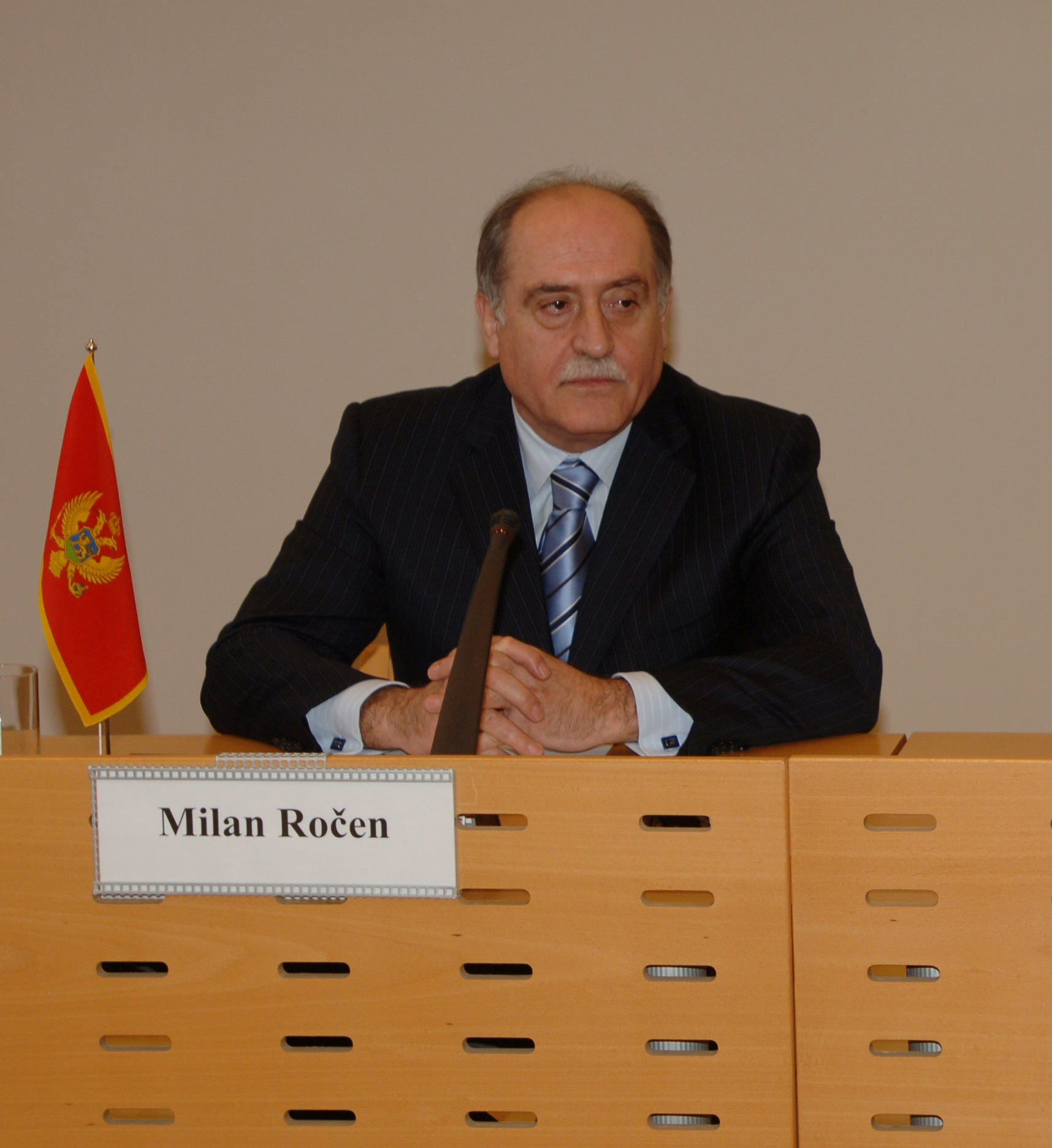
Мілан Рочен

Мілан Рочен (чорн. Milan Roćen; нар. 23 листопада 1950, Жабляк) — чорногорський політик і дипломат.
Вивчав журналістику на факультеті політичних наук Белградського університету.
У 1976–1979 роках він працював журналістом тижневика Ekonomska politka у Белграді. З 1979 по 1988 був членом, а потім начальником штабу Центрального комітету Союзу комуністів Чорногорії. З 1988 по 1992 обіймав посаду заступника міністра Чорногорії.
З 1992 по 1997 він був повноважним міністром з політичних питань у посольстві колишньої Республіки Югославії в Москві. З 1997 по 1998, і у 2003 році був політичним радником прем'єр-міністра Чорногорії. У 1998–2003 працював радником Президент Чорногорії з питань зовнішньої політики. У той же час він був спеціальним посланцем президента у Парижі, Лондоні, Бонні, Берліні, Відні та Москві.
У 2003-2006 він працював послом Сербії та Чорногорії в Росії (і в Казахстані, Узбекистані, Киргизстані, Таджикистані, Туркменістані та Грузії).
У лютому 2006 року призначений керівником радників прем'єр-міністра Чорногорії Міло Джукановича і був відповідальним за організацію референдуму про незалежність 21 травня 2006. 10 листопада 2006 він був призначений міністром закордонних справ в уряді Желько Штурановича. Продовжував працювати у наступних урядах Міло Джукановича та Ігоря Лукшича (до 10 липня 2012).